# Ordre de Kim Jong-il
L’ordre de Kim Jong-il, (en coréen : 김정일 훈장) est un ordre nord-coréen nommé d'après Kim Jong-il, l'ancien dirigeant de Corée du Nord.
Il s'agit de l'un des ordres le plus élevé de la Corée du Nord, avec l'ordre de Kim Il-sung. L'ordre peut être décerné à des personnes ou à des organisations pour services rendus à la cause de l'idéologie du « juche » et du socialisme. Les récipiendaires comprennent des personnes qui ont contribué au programmes spatiaux et au programmes nucléaires du pays.
L'histoire de l'ordre remonte à 2012, lorsqu'il a été institué le 3 février, date du 70e anniversaire de Kim Jong-il. Il est décoré d'une photo de son visage, de l'emblème du Parti des travailleurs de Corée et du drapeau de la Corée du Nord.

## Histoire
L'ordre de Kim Jong-il a été institué le 3 février 2012, à l'occasion du 70e anniversaire de Kim Jong-il. Lors de son institution, l'ordre a été décerné à 132 personnes.

## Éligibilité
L'ordre peut être décerné à des personnes (fonctionnaires ou travailleurs) ou à des unités militaires, des entreprises ou des organisations sociales « qui ont rendu des services distingués dans le cadre de l'accomplissement de la cause révolutionnaire du Juche, la cause de la construction d'une nation socialiste prospère ».

## Ordre de préséance
L'ordre de Kim Jong-il est le plus haut des ordres nord-coréens, avec l'ordre de Kim Il-sung, nommé d'après Kim Il-sung. Le suivant dans l'ordre de préséance est l'ordre du Drapeau national, le plus ancien ordre du pays.

## Apparence
La commande mesure 67 mm de long et 65 mm de large. Il comporte un portrait de Kim Jong-il souriant au centre d'un épi de riz doré, au-dessus d'une étoile dorée à cinq branches. La partie supérieure de l'ordre comporte l'emblème du Parti des travailleurs de Corée et la partie inférieure le drapeau de la Corée du Nord. Le texte est inscrit au dos : « ordre de Kim Jong-il », ainsi qu'un numéro de série et une épinglette. La médaille miniature qui l'accompagne comporte une étoile à cinq branches au centre d'une plaque dorée, qui mesure 33 mm de large et 10 mm de long, et comporte une épingle à son dos.

## Récipiendaires
- 132 personnes nommées (14 février 2012)[5]
- Choe Yong-rim (14 février 2012)[5]
- Jang Song-taek (14 février 2012)[5]
- Ju Kyu-chang (14 février 2012)[6]
- Kim Ok (14 février 2012)[7]
- Kim Kyong-hui (14 février 2012)[5]
- Kim Yong-nam (14 février 2012)[5]
- Ri Su-yong (14 février 2012)[8]
- Ri Yong-ho (14 février 2012)[5]
- Kim Yong-chol (14 février 2012)[5]
- Hyon Yong-chol (février 2012)[9]
- Kim Yong-dae (février 2012)[10]
- Mansudae Art Studio (2 mai 2012)[11]
- École révolutionnaire de Mangyongdae (octobre 2012)[12]
- École révolutionnaire Kang Pan-sok (octobre 2012)[12]
- Université militaire Kim Il-sung (22 octobre 2012)[13]
- So Man-sul[14]
- Comité Coréen de Technologie Spatiale (4 janvier 2013)[15]
- Kim Rak-hui[16]
- Complexe de machines de Rakwon, province du Nord Pyongan (6 février 2013)[17]
- Mine de la jeunesse du 5 mars, province de Jaggang (6 Février 2013)[17]
- Usine de vêtements Kanggye Unha, ville de Sariwon, province du Hwanghae du Nord (6 février 2013)[17]
- Ferme coopérative Migok, ville de Sariwon, province du Hwanghae du Nord(6 février 2013)[17]
- Paek Kye-ryong (6 février 2013)[17]
- O Su-yong (6 février 2013)[17]
- Kim Chang-myong (6 février 2013)[17]
- Ro Kyong (6 février 2013)[17]
- Choe Tae-il (6 février 2013)[17]
- Pak Cho-yong (6 février 2013)[17]
- Ryom Chi-gwon (6 février 2013)[17]
- Kang Kil-yong (6 février 2013)[17]
- Mi Chang-guk (6 février 2013)[17]
- Yun Ho-nam (6 février 2013)[17]
- U Tok-su (6 février 2013)[17]
- Ryom U-un (6 février 2013)[17]
- Kim Jong-gwan (décembre 2013)[18]
- Ri Ung-won (30 janvier 2014)[19]
- Kim Song (30 janvier 2014)[19]
- Unit 267 de l'Armée populaire de Corée (décembre 2013)[20]
- Sangwon Cement Complex (décembre 2013)[20]
- Cinq personnes anonymes en relation avec le lancement de Kwangmyongsong 3-2 (30 janvier 2014)[19]
- 17 personnes anonymes impliquées dans l'essai nucléaire nord-coréen du 12 février 2013 (21 février 2014)[21]
- So Jae-guk (décembre 2013)[22]
- Kim Kuk-tae[23]
- Jong Pong-jun (20 décembre 2013)[24]
- Archives de photographies liées à l'histoire révolutionnaire (5 février 2014)[25]
- Kim Yun-ha (mars 2014)[26]
- Hwang Sun-hui (avril 2012)[27]
- Jon Pyong-ho[28]
- Kim Tuk-sam (21 janvier 2015)[29]
- Pak Kyong-gyu (21 janvier 2015)[29]
- Développeurs d'avions légers sans nom (avril 2015)[30]
- Ryu Mi-yong[31]
- Jin Pong-jun[32]
- Sin Kyun (16 février 2021)[33]
- Ri Yong-suk[34]